# Azuurniltava
De azuurniltava (Cyornis unicolor) is een zangvogel uit de familie Muscicapidae (vliegenvangers). De vogel werd in 1843 door Edward Blyth geldig beschreven.

## Kenmerken
De vogel is 16,5 tot 18 cm lang. Het mannetjes is bijna egaal blauw, van boven donkerblauw en op de borst en buik lichter blauw. Het vrouwtje is grijsbruin, donkerder van boven en lichter grijsbruin van onder.

## Verspreiding en leefgebied
Deze soort telt drie ondersoorten:
- C. u. unicolor: van de Himalaya tot zuidelijk China, noordelijk Indochina, noordelijk Thailand en Myanmar.
- C. u. diaoluoensis: Hainan (nabij zuidoostelijk China).
- C. u. harterti: Malakka, Sumatra, Java en Borneo.

De leefgebieden liggen in natuurlijk bos en gebieden met struikgewas op hoogten tussen de 200 en 2200 meter boven zeeniveau. Hoewel de populatiegrootte negatief wordt beïnvloed door habitatverlies door ontbossing, is het geen bedreigde soort.